# Lista över insjöar i Borgholms kommun
Detta är en lista över sjöar i Borgholms kommun baserad på sjöns utloppskoordinat. Om någon sjö saknas, kontrollera grannkommunens lista eller kategorin Insjöar i Borgholms kommun.

## Lista
| Namn         | Koordinat                                     | Sjöid         | VYID          | Yta (km²) | Strandlinje (km) | Höjd (m) | Maxdjup (m) | Volym (m³) | HARO   | Natura 2000     |
| ------------ | --------------------------------------------- | ------------- | ------------- | --------- | ---------------- | -------- | ----------- | ---------- | ------ | --------------- |
| Alverviken   | 57°01′03″N 16°54′10″Ö / 57.01763°N 16.90281°Ö | 632177-156692 | 632178-156667 | 0,159     | 1,75             | 2        |             |            | 119000 |                 |
| Gelträsket   | 57°02′25″N 16°53′02″Ö / 57.04025°N 16.88388°Ö | 632401-156545 | 632428-156548 | 0,109     | 1,5              | 2        |             |            | 119000 |                 |
| Gladvattnet  | 56°46′42″N 16°36′58″Ö / 56.77825°N 16.61609°Ö | 629488-154957 |               |           |                  |          |             |            | 119000 |                 |
| Gåsekärr     | 57°10′35″N 16°56′00″Ö / 57.1765°N 16.93331°Ö  | 633926-156814 | 633950-156823 | 0,0779    | 1,31             | 8        |             |            | 119000 |                 |
| Hornssjön    | 57°11′39″N 16°57′09″Ö / 57.19428°N 16.95238°Ö | 634331-156907 | 634150-156935 | 2,04      | 8,08             | 0        | 4           |            | 119000 | Horns Kungsgård |
| Lilla hamnen | 57°10′03″N 17°02′19″Ö / 57.16752°N 17.0385°Ö  | 633861-157461 |               |           |                  |          |             |            | 119000 | Högby hamn      |
| Långkärr     | 56°59′27″N 16°47′28″Ö / 56.99072°N 16.79114°Ö | 631847-155994 | 631868-155993 | 0,112     | 2,07             | 11,6     |             |            | 119000 |                 |
| Utholms vik  | 57°00′42″N 16°55′35″Ö / 57.01168°N 16.92634°Ö | 632141-156798 | 632114-156811 | 0,0949    | 1,46             | 2,8      |             |            | 119000 |                 |
|              | 56°51′38″N 16°39′43″Ö / 56.86047°N 16.66197°Ö | 630407-155226 |               |           |                  |          |             |            | 119000 |                 |
|              | 56°51′45″N 16°46′00″Ö / 56.86249°N 16.76678°Ö | 630438-155865 |               |           |                  |          |             |            | 119000 |                 |
|              | 57°05′00″N 16°58′08″Ö / 57.08340°N 16.96891°Ö | 632917-157056 |               |           |                  |          |             |            | 119000 |                 |
|              | 57°05′13″N 16°57′51″Ö / 57.08704°N 16.96408°Ö | 632957-157026 |               | 0,0682    | 1,31             | 3,1      |             |            | 119000 |                 |